# Criança-prodígio
Um prodígio é uma criança que domina habilidades em certas áreas que geralmente só são dominadas por pessoas com idade mais avançada. As áreas mais comuns são  ciências exatas, jogos de lógica, arte, música e esportes. Alguns continuam a dominar com excelência estas habilidades quando adultos, enquanto outros não desenvolvem estas habilidades após um certo período.